# Bellagio
Bellagio és un municipi italià, situat a la regió de la Llombardia i a la província de Como. L'any 2001 tenia 2.945 habitants. Bellagio és membre fundador del Douzelage, una associació d'agermanament de 23 municipis d'arreu de la Unió Europea. Aquest agermanament actiu va començar el 1991 i s'hi convoquen esdeveniments regulars, com un mercat de productes de cadascun dels països i festivals.
| - Altea, País Valencià - Bad Kötzting, Alemanya - Niederanven, Luxemburg - Bundoran, República d'Irlanda - Chojna, Polònia - Granville, França - Holstebro, Dinamarca - Houffalize, Valònia | - Judenburg, Àustria - Karkkila, Finlàndia - Kőszeg, Hongria - Marsaskala, Malta - Meerssen, Països Baixos - Oxelösund, Suècia - Prienai, Lituània | - Préveza, Grècia - Sesimbra, Portugal - Sherborne, Anglaterra - Sigulda, Letònia - Sušice, República Txeca - Türi, Estònia - Zvolen, Eslovàquia |